# Nube de polvo interplanetario

La nube de polvo interplanetaria iluminada y visible como luz zodiacal, con sus partes el falso amanecer, gegenschein y el resto de su banda, que es atravesada visualmente por la Vía Láctea.

Una nube de polvo interplanetario, o nube zodiacal, consiste en polvo cósmico (pequeñas partículas que flotan en el espacio exterior) que impregna el espacio entre planetas dentro de sistemas planetarios como el Sistema Solar. Este sistema de partículas ha sido estudiado durante muchos años para comprender su naturaleza, origen y relación con cuerpos más grandes.
En nuestro sistema solar, las partículas de polvo interplanetarias desempeñan un papel en la dispersión de la luz solar y en la emisión de radiación térmica, que es la característica más prominente de la radiación del cielo nocturno con longitudes de onda de 5 a 50 μm. Los tamaños de partícula de los granos que caracterizan la emisión de infrarrojos cerca de la órbita de la Tierra suelen oscilar entre 10 y 100 μm.
La masa total de la nube de polvo interplanetaria es aproximadamente la masa de un asteroide de radio 15 km (con una densidad de aproximadamente 2,5 g/cm³). A lo largo del zodíaco a lo largo de la eclíptica, esta nube de polvo es visible como la luz zodiacal en un cielo sin luna y naturalmente oscuro y se ve mejor hacia la dirección del Sol durante el crepúsculo astronómico.
Las observaciones de la nave espacial Pioneer 10 en la década de 1970 vincularon la luz de Zodiacal con la nube de polvo interplanetaria en el sistema solar de la Tierra.

## Origen
Las fuentes de partículas de polvo interplanetarias (PDI) incluyen al menos: colisiones de asteroides, actividad cometaria y colisiones en el sistema solar interno, colisiones con el cinturón de Kuiper y granos medios interestelares. De hecho, una de las controversias más antiguas debatidas en la comunidad de polvo interplanetaria gira en torno a las contribuciones relativas a la nube de polvo interplanetaria de colisiones de asteroides y actividad cometaria.

## Ciclo de vida de una partícula

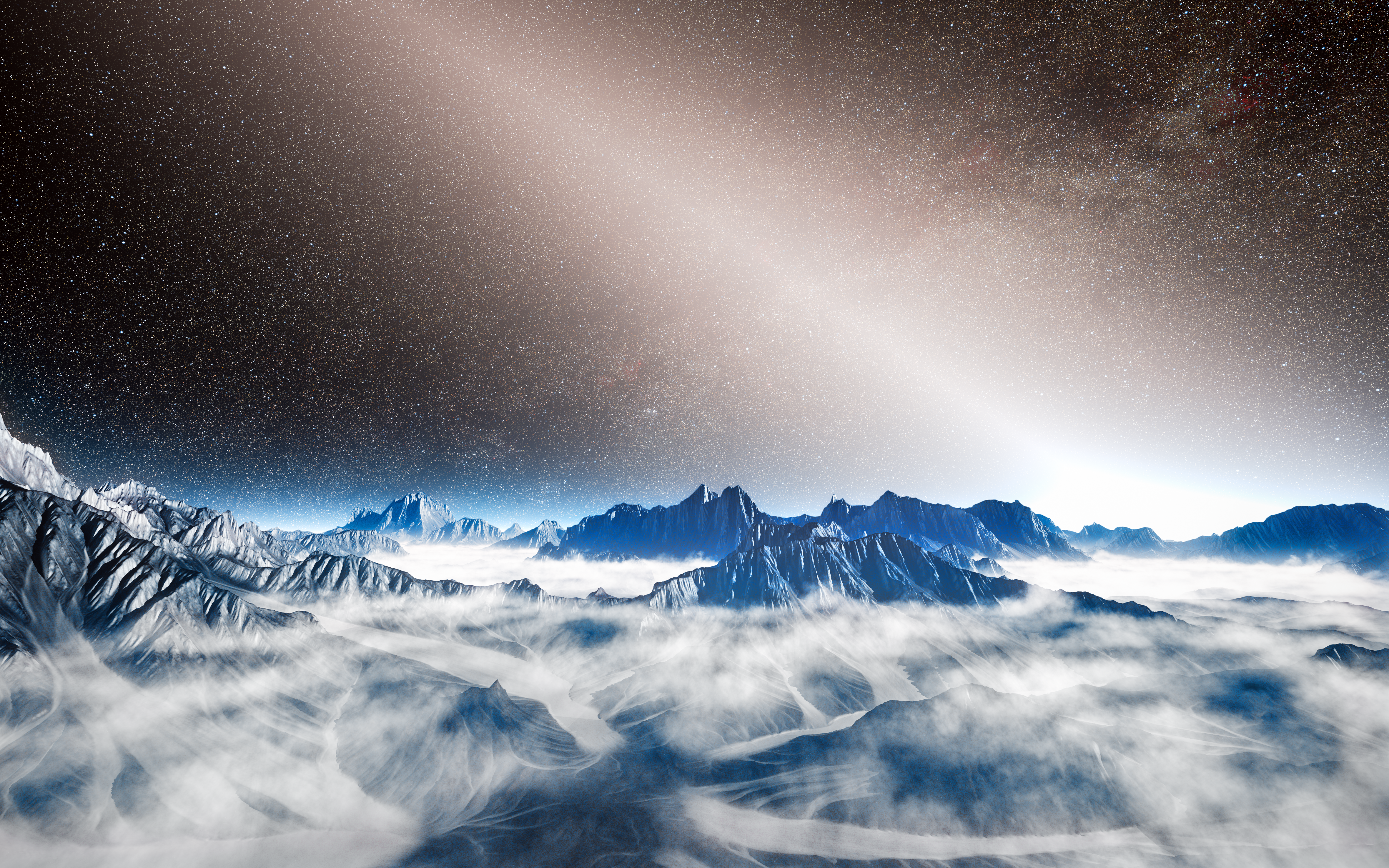
Concepto artístico de una vista desde un exoplaneta, con luz de una nube de polvo exoplanetaria

Los principales procesos físicos que "afectan" (mecanismos de destrucción o expulsión) de partículas de polvo interplanetario son: expulsión por presión de radiación, arrastre de radiación interno de Poynting-Robertson (PR), presión del viento solar (con efectos electromagnéticos significativos), sublimación, colisiones mutuas y Efectos dinámicos de los planetas.
La vida útil de estas partículas de polvo es muy corta en comparación con la vida útil del sistema solar. Si uno encuentra granos alrededor de una estrella que tiene más de aproximadamente 10 millones de años, entonces los granos deben haber sido de fragmentos de objetos más grandes recientemente liberados, es decir, no pueden ser granos sobrantes del disco protoplanetario (Backman, comunicación privada)[cita requerida]. Por lo tanto, los granos serían polvo de "generación posterior". El polvo zodiacal en el sistema solar es un 99,9% de polvo de última generación y un 0,1% de polvo medio interestelar intruso. Todos los granos primordiales de la formación del sistema solar se eliminaron hace mucho tiempo.
Las partículas que se ven afectadas principalmente por la presión de radiación se conocen como "meteoroides beta". Por lo general, son menos de 1,4×10−12 g y son empujados hacia afuera desde el Sol hacia el espacio interestelar.

## Estructuras de la nube
La nube de polvo interplanetaria tiene una estructura compleja (Reach, W., 1997). Aparte de una densidad de fondo, esto incluye:
- Al menos ocho anticolas de polvo: se cree que su origen son cometas de período corto. cometas de periodo corto.
- Un número de bandas de polvo, cuyas fuentes se cree que son familias de asteroides en el cinturón principal de asteroides. Las tres bandas más fuertes surgen de la familia Themis, la familia Koronis y la familia Eos. Otras familias de fuentes incluyen las familias Maria, Eunomia y posiblemente las familias Vesta y / o Higia (Reach et al. 1996).
- Se conocen al menos 2 anillos de polvo resonante (por ejemplo, el anillo de polvo resonante de la Tierra, aunque se piensa que todos los planetas del Sistema Solar tienen un anillo resonante con una "estela") (Jackson y Zook, 1988, 1992) (Dermott, SF et al., 1994, 1997)

## Colección de polvo en la Tierra
En 1951, Fred Whipple predijo que los micrometeoritos de menos de 100 micrómetros de diámetro podrían desacelerarse en el impacto con la atmósfera superior de la Tierra sin derretirse. La era moderna del estudio de laboratorio de estas partículas comenzó con los vuelos de recolección estratosférica de D. E. Brownlee y colaboradores en la década de 1970 usando globos y luego aeronaves U-2.
Aunque algunas de las partículas encontradas fueron similares al material de las colecciones de meteoritos actuales, la naturaleza nanoporosa y la composición promedio cósmica no equilibrada de otras partículas sugirieron que comenzaron como agregados de grano fino de bloques de construcción no volátiles y hielo cometario. La naturaleza interplanetaria de estas partículas se verificó posteriormente mediante con observaciones de gas noble y ráfagas solares.
En ese contexto, se desarrolló un programa para la recolección atmosférica y la curación de estas partículas en el Centro Espacial Johnson en Texas. Esta colección de micrometeoritos estratosféricos, junto con los granos presolares de meteoritos, son fuentes únicas de material extraterrestre (sin mencionar que son pequeños objetos astronómicos por derecho propio) disponibles para el estudio en los laboratorios de hoy.

## Experimentos
Las naves espaciales que han llevado detectores de polvo incluyen el Pioneer 10, Pioneer 11, Ulysses (órbita heliocéntrica fuera a la distancia de Júpiter), Galileo (Orbitador de Júpiter), Cassini  (orbitador de Saturno), y New Horizons.